# ۹۰۵ (قمری)
۹۰۵ (قمری)، نهصد و پنجمین سال در گاهشماری هجری قمری است. اول محرم این سال برابر با هفدهم اوت سال ۱۴۹۹ میلادی است.

## وابسته
- شاه اسماعیل یکم